# Volero Le Cannet
Volero Le Cannet är en idrottsklubb från Le Cannet, Frankrike. Klubben grundades 2018 genom en sammanslagning av Entente Sportive Le Cannet-Rocheville och Volero Zürich Laget spelar i ligue A (högsta serien) och har under sin korta historia (2022) tillhört de övre lagen.